# Oceanotitan dantasi
Oceanotitan dantasi — вид завроподів з клади Titanosauriformes, що існував у ранньому юрському періоді. Рештки знайдені на території Португалії. Можливо, це найдавніший відомий представник Somphospondyli. Велике різноманіття завроподів на Піренейському півострові вказує на те, що у пізній юрі регіон грав важливу роль у поширенні й урізноманітненні деяких груп завроподів між Північною Америкою, Африкою і Європою, особливо для макронарій.

## Опис
Океанотитан має унікальні ознаки, які відрізняють його від усіх інших макронарій:
- сагітальна борозна на верхівці першого хвостового хребцевого відростка;

- бічні заглиблення на краях переднього та середнього хвостових відростків, дорсально з'єднані з задніми;

- еліптична увігнутість на нижньому кінці лопатки, біля акроміального відростка[1].

## Палеоекологія
Відклади Praia da Amoreira-Porto Novo формації Lourinhã, з яких походить океанотитан, мають річкове, а не морське походження, судячи зі знайдених там видів паліноморфів. Їхня флора і фауна подібні до моррісонської формації в США та формації Тендагуру в Танзанії. Океанотитан співіснував з хижими тероподами такими як цератозаври, компсогнати, Lourinhanosaurus, торвозаври, невизначеним видом абелізаврів, завроподами Lourinhasaurus, лусотинан, Zby, невизначеним видом диплодокових, стегозавром Miragaia та орнітоподом гіпсилофодоном.